# Dorim-dong
Dorim-dong (koreanska: 도림동) är en stadsdel i stadsdistriktet Yeongdeungpo-gu i Sydkoreas huvudstad Seoul.